# Rádióamatőr összeköttetés
A rádióamatőr összeköttetés, Q kóddal megnevezve QSO, a rádiós összeköttetéseknek egy olyan speciális tipusa, ami két (vagy több) rádióamatőr között történik.
Érdekessége, hogy az alkalmazott adásmódra, vagy üzemmódra nincs különösebb kikötés, mint sok másegyéb rádiószolgálatnál, ugyanis a rádióamatőr szolgálat leginkább a kísérletezésekről, a rádióhullámok általi kommunikáció lehetőségeinek kipróbálásáról, sok esetben komoly kutatásáról szól.
Másrészt a rádióamatőr összeköttetések tartalmának vannak kötelező elemei, kötelező minimuma, amit a rádióamatőr forgalmi naplóban is rögzíteni kell.
Ha kettőnél több rádióamatőr vesz részt egy összeköttetésben, azt szokás kör QSO -nak nevezni.

## A rádióamatőr összeköttetés kötelező minimuma
Mivel a rádióamatőr forgalmi napló vezetése kötelező, és abban kötelezően be kell jegyezni az ellenállomás meghatározott adatait, ezért az összeköttetés alkalmával ezeket mindkét félnek meg kell osztania a másikkal. Az alábbi példa egy minimális összeköttetést mutat be:
| Periódus | Tartalom                           | Magyarázat                                           |
| -------- | ---------------------------------- | ---------------------------------------------------- |
| 0        | CQ DE HA0ABC                       | HA0ABC általános hívást kezdeményez                  |
| 0        | HA0ABC HA1XXX                      | HA0ABC – nek HA1XXX jelzi: vette az általános hívást |
| 1        | HA1XXX HA0ABC HELLO RST 579        | HA0XXX – et HA0ABC üdvözli és vételjellemzést ad     |
| 1        | HA0ABC HA1XXX HELLO RST 588        | HA0ABC – t HA0XXX üdvözli és vételjellemzést ad      |
| 2        | HA1XXX HA0ABC OP ALADAR QTH KN08AB | HA1XXX – nek HA0ABC megadja a nevét és helyét        |
| 2        | HA0ABC HA1XXX OP LACI QTH MISKOLC  | HA0ABC – nek HA1XXX megadja a nevét és helyét        |
| 3        | HA1XXX HA0ABC 73                   | HA1XXX – től HA1ABC elköszön                         |
| 3        | HA0ABC HA1XXX 73                   | HA1ABC – től HA1XXX elköszön                         |

Ebben a példában minden lényeges információ átadása megtörtént a két fél között, ezen kívül még az összeköttetés frekvenciáját, az összeköttetés kezdetének UTC időpontját, valamint beszédalapú összeköttetés esetén az összeköttetés időtartamát kell lejegyezni.
Pontgyűjtő, vagy pontot adó állomásokkal történő összeköttetés során illik a kötelező minimumra törekedni, mind beszédalapú, mind másegyéb üzemmódban.

## Rádióamatőr összeköttetés általában
A rádióamatőrök között általában a kötelező minimumon túl ki szokott alakulni hosszabb-rövidebb szakmai tárgyú beszélgetés is. A rádióamatőrök általában szivesen beszélnek
- a rádióállomásuk felépítéséről, a készülékükről, antennájukról
- tapasztalatukról, valamilyen szakmai témában
- az épp aktuális hullámterjedési viszonyokról
- kitelepült állomások elmondják, milyen rádiót vittek magukkal, milyen áramforrással táplálják, milyen antennát rögtönöztek, milyen az adott hely, miért azt a helyet választották, stb...

## Verseny QSO[3]
A verseny QSO-k még rövidebbek, hiszen itt a cél, hogy egységnyi idő alatt minél több összeköttetés létesüljön. Itt az üdvözlés és az elköszönés általában elmarad, valamint az operátor neve és a QTH sem kerül átvitelre. Általában a vételjellemzés mellé itt egy sorszámot is meg kell adni, általában azt a számot, ahányadik összeköttetés történik a verseny során.
| Periódus | Tartalom        | Jelentés                                                                       |
| -------- | --------------- | ------------------------------------------------------------------------------ |
| 1        | HA0ABC TEST     | HA0ABC vagyok, és versenyhívást adok                                           |
| 1        | HA1XXX          | HA1XXX vagyok, hogyan tudsz venni engem                                        |
| 2        | HA1XXX 599 1507 | Kedves HA1XXX, 599 a riportom, és ez az 1507. összekottetésem ezen a versenyen |
| 2        | HA0ABC 587 1204 | Kedves HA0ABC, 587 a riportom, és ez az 1204. összeköttetésem ezen a versenyen |

## Kör-QSO[2]
Tapasztalhatunk olyat, hogy a rádióamatőr sávon nem csak két állomás beszélget egymással, több állomás is bekapcsolódik a beszélgetésbe és sorban tovább passzolják az adás lehetőségét. Minden körben minden állomás elmondja hozzáfűznivalóját.
A kör QSO lehet:
- spontán összejövetel, amikor véletlenül összefut az éter hullámain több rádióamatőr és kör QSO-zásba kezdenek.
- rendszeres időpontbeli kör QSO-kat:
  - kakas kör: hajnali órákban
  - bagoly kör: késő esti órában

Nagyobb számú kör QSO esetén körvezető kerül megválasztásra, aki irányítja a beszélgetést és a kialakult sorrendben hívójelük szerint szólítja az állomásokat.
A kör-QSO folyamata:
- Az állomások sorban egymás után bejelentkeznek a körbe a hívójelük bemondásával, ezzel a megszólalások sorrendje is kialakul.
- Nagyobb állomás számú kör QSO esetén körvezető kerül megválasztásra, aki irányítja a beszélgetést és a kialakult sorrendben hívójelük szerint szólítja az állomásokat.
- A kör végén a körvezető megkérdezi, van-e új állomás. Ekkor illik bejelentkezni röviden, csak a hívójeled bemondásával. Ekkor a körvezető ha meghallott, meg fog szólítani és a meghatározott helyre beléptet a körbe. Kis létszám esetén egy pillanatnyi adásszünetben a rádióba mondott QRX szó segít, ekkor a gyere QRX állomás! felszólítással hívnak be a kör QSO résztvevői sorába.

## Rádióamatőr összeköttetésre vonatkozó törvényi előírások[4]
15. § (1) A rádióamatőr csak a saját egyéni, közösségi vagy különleges amatőr engedélye szerinti hívójelet használhatja.
(2) A rádióamatőr minden összeköttetés kezdetekor és befejezésekor, a forgalmazás során legalább három adásvételi periódus után, illetve a kísérletek során legalább 10 percenként, továbbá másik rádióamatőr vagy a hatóság kérésére köteles a hívójelét közölni.
(3) Rádióamatőrök csak egymás között forgalmazhatnak. Kivételt jelent a szükség- és vészhelyzet, amikor a rádióamatőr a segítségnyújtással kapcsolatos információkat köteles harmadik fél számára továbbítani.
(4) A rádióamatőrök egymás közötti beszélgetését közérthető nyelven kell lefolytatni. Közérthető nyelvnek számít minden élő nyelv, a rádióamatőrök által használt kódok és rövidítések, valamint a nemzetközileg elfogadott rádiótávközlési rövidítések.
(5) A forgalmazás során a rádióamatőrök a rádióamatőr tevékenységükkel kapcsolatos témákat, kísérleteket és a továbbképzésüket szolgáló tárgyköröket beszélhetik meg.
(6) A forgalmazás során tilos:
- a) ipari, gazdasági, kereskedelmi jellegű adat és tájékoztatás közlése;
- b) a nem amatőrszolgálat célját szolgáló elektronikus hírközlő hálózat igénybevételének helyettesítése;
- c) műsor sugárzása;
- d) hamis vagy megtévesztő jel adása;
- e) információrejtő módszer alkalmazása;
- f) azonosítás nélküli jel adása;
- g) moduláció nélküli vivőfrekvencia 2 percen túli sugárzása, kivéve a rádióamatőr jeladó állomás esetét;
- h) egyéni, vagy közösségi rádióamatőr állomás más elektronikus hírközlő hálózattal való összekapcsolása;
- i) különleges rádióamatőr állomás más elektronikus hírközlő hálózattal való összekapcsolása oly módon, hogy a létrejövő elektronikus hírközlő hálózat:
  - ia) részben, vagy teljesen a nyilvános elektronikus hírközlő hálózatok kiváltását, vagy
  - ib) nem a hullámterjedés vagy műszaki kísérletek céljait szolgálja.

16. § (1) Forgalmazás során az amatőrállomás telepítési helyén kell tartani a következő dokumentumokat:
- a) amatőr engedély;
- b) forgalmi napló;
- c) az amatőrállomás műszaki leírása, tömbvázlata, a saját készítésű berendezések kapcsolási rajza.

(2) Közösségi és különleges amatőr engedély alapján üzemeltetett amatőrállomás esetén az állomás telepítési helyén kell tartani az (1) bekezdésben felsoroltakon kívül az állomáson rádióamatőr tevékenységet folytató személyek névjegyzékét.
(3) Az (1) és (2) bekezdésben foglaltaktól eltérően:
- a) mozgó amatőrállomás és nem a telepítési helyen történő forgalmazás esetén az amatőr engedélyt, vagy a rádióamatőr igazolványt, továbbá a személyazonosságot igazoló iratot kell kéznél tartani;
- b) személyzet nélkül működő amatőrállomás esetén az iratokat az engedélyes címén kell tartani.